# Kirche Kuhlrade

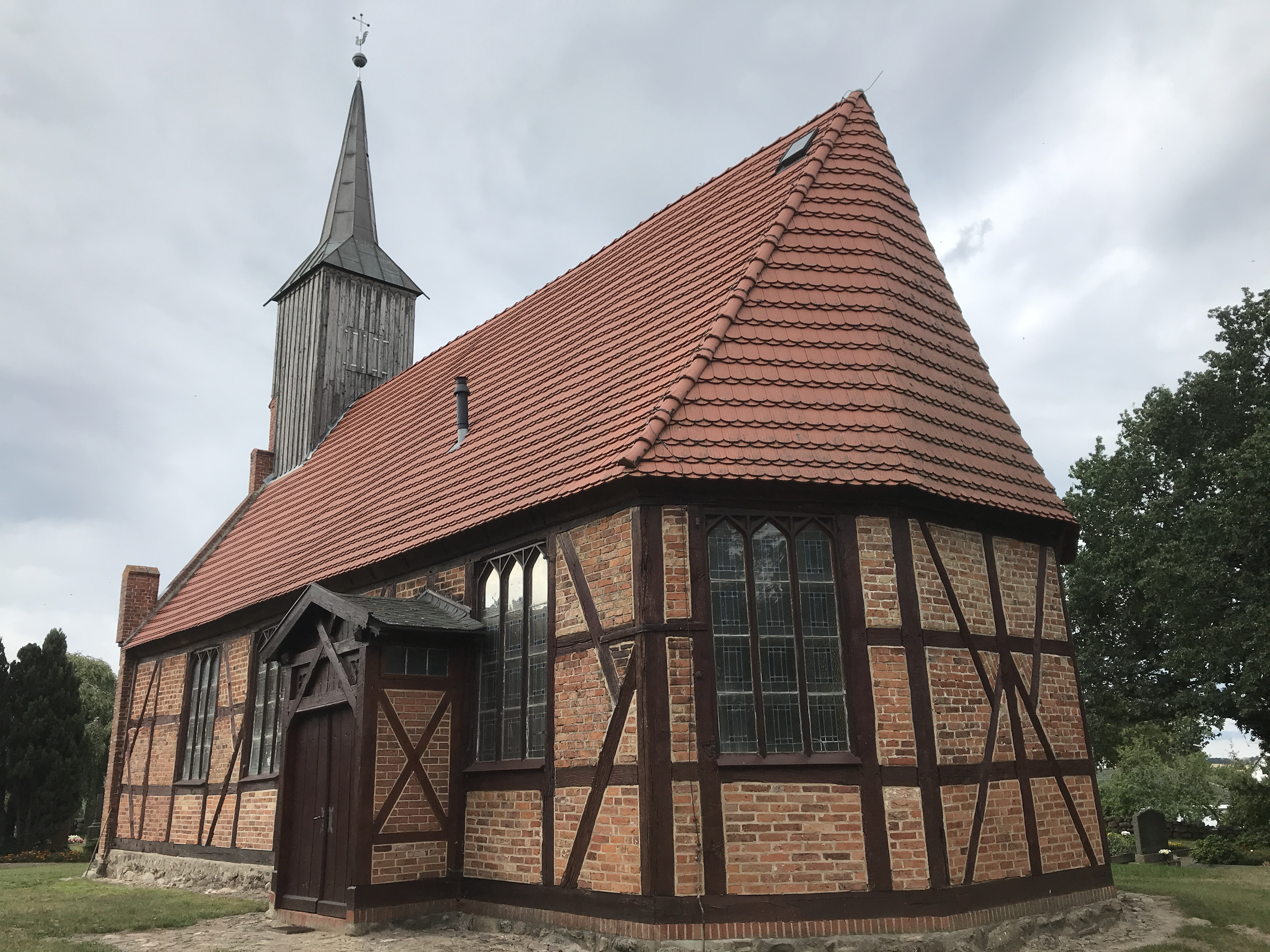
Kirche Kuhlrade, 2018

Die evangelische Kirche Kuhlrade ist eine Fachwerkkirche aus dem 18. Jahrhundert in Kuhlrade, einem Ortsteil der Stadt Marlow im Landkreis Vorpommern-Rügen im Land Mecklenburg-Vorpommern. Die Kirchengemeinde gehört zur Propstei Rostock im Kirchenkreis Mecklenburg der Evangelisch-Lutherischen Kirche in Norddeutschland.

## Lage
Die Hauptstraße führt von Westen kommend in östlicher Richtung durch den Ort. Die Kirche steht im historischen Ortszentrum südlich der Straße auf einem erhöhten Grundstück mit einem Kirchfriedhof, der nicht eingefriedet ist.

## Geschichte
1310 wurde der Ort erstmals urkundlich erwähnt. Dabei erschienen in einer Urkunde vom 16. April zwei Pfarrhufen, somit muss es zu dieser Zeit bereits einen Vorgängerbau gegeben haben. Sie war Tochterkirche der Marienkirche in Ribnitz. Einer der fünf Ritter aus Ribnitz, Johannes von Moltke, hielt dabei das Kirchenpatronat bis zum Jahr 1389, als das Kloster Ribnitz die Kirche in Kuhlrade erwarb. Über dessen weitere Baugeschichte ist bislang nichts bekannt.
Als sicher gilt, dass die Kirchengemeinde im Jahr 1754 einen Neubau einweihte. 1862 kam ein neues Pfarrhaus hinzu. Nur zwei Jahre später wurde die Kirche ebenfalls erneuert. 1883 erhielt die Kirche ein Harmonium, das 1999 restauriert wurde. 1899 erneuerten Handwerker den Westgiebel der Kirche. Nach dem Ende des Ersten Weltkrieges stellten die Einwohner im Jahr 1920 auf dem Friedhof einen Gedenkstein für die Opfer auf. 1948 erfolgte die Unterschutzstellung durch das Landesamt für Denkmalschutz. 1956 konnte die Kirchengemeinde eine Orgel anschaffen. 1970 bauten Handwerker auf dem Kirchfriedhof eine neue Leichenhalle. Beginnend mit dem Jahr 1993 ließ die Kirchengemeinde das Bauwerk sanieren. Zunächst wurde der Kirchturm instand gesetzt, anschließend der übrige Baukörper. Die Arbeiten wurden 1999 erfolgreich abgeschlossen. 2001 wurde eine neue Feierhalle eingeweiht.

## Baubeschreibung

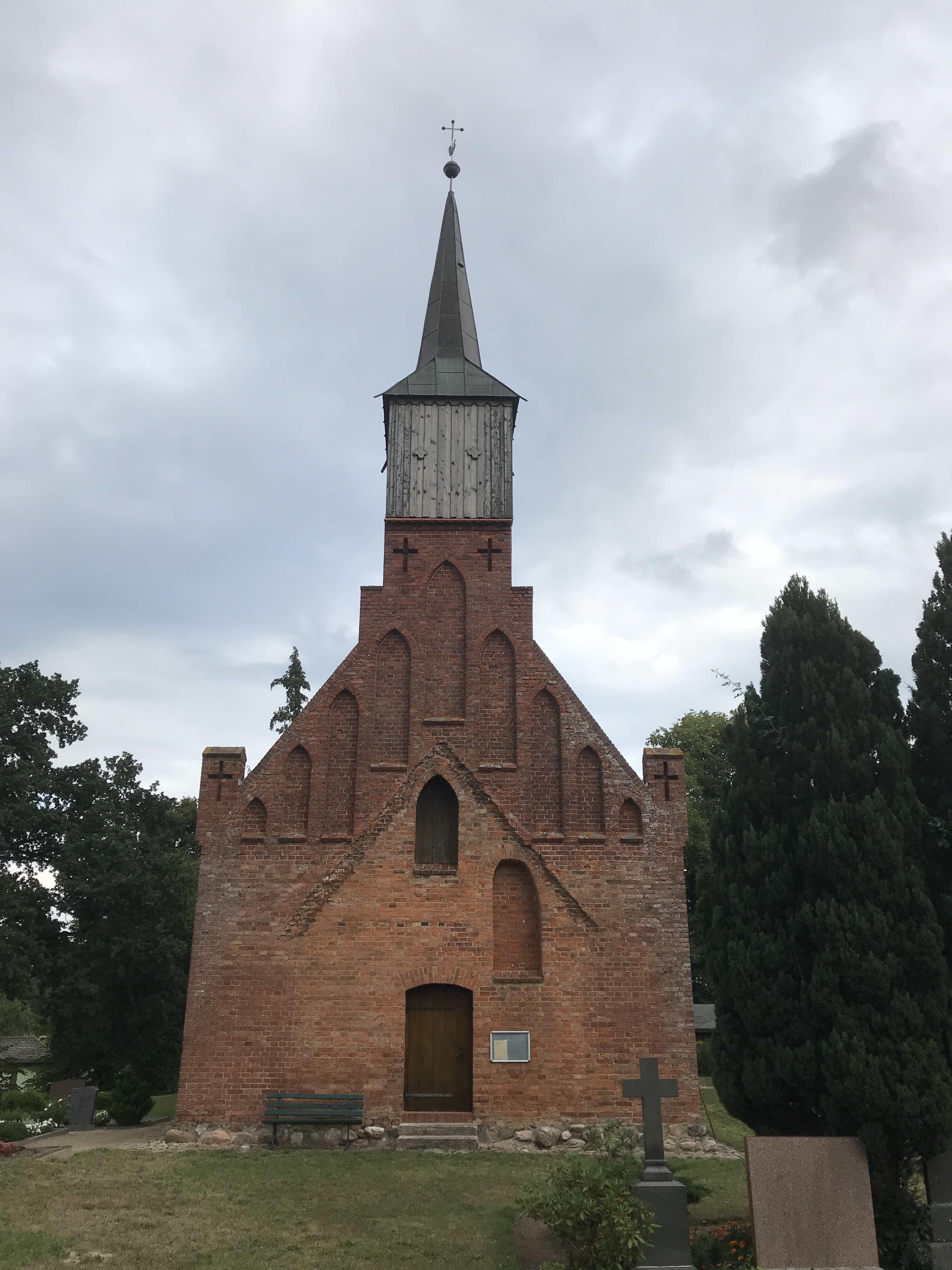
Westansicht

Das Bauwerk wurde im Wesentlichen aus hölzernem Fachwerk errichtet und das Gefach mit Sichtmauerwerk ausgeführt. Der Chor hat einen dreiseitigen Abschluss. An der nördlich bzw. südlich gelegenen Chorwand ist je ein hohes, dreiteiliges Fenster, während der Chorschluss fensterlos ist.
Das Kirchenschiff hat einen rechteckigen Grundriss. Im Chorbereich ist ein, im weiteren Bereich des Langhauses sind zwei weitere Fenster, die die Form der Chorfenster aufnehmen. Die Südseite ist ähnlich gestaltet. Zwischen dem Chorfenster und dem mittleren Fenster ist ein kleiner, rechteckiger Anbau, der durch eine doppelflügelige Tür von Süden her betreten werden kann. Er trägt ein schlichtes Satteldach, ebenso das Schiff.
Die westliche Wand wurde vollständig aus Mauersteinen errichtet. Mittig ist eine gedrückt-segmentbogenförmige Pforte, darüber nach Süden hin versetzt eine mit Mauersteinen geschlossene Öffnung. Mittig oberhalb des Portals im Giebel ist eine spitzbogenförmige Blende. Dieser gesamte Bereich muss zu einer früheren Zeit mit einer Vorhalle versehen gewesen sein, wie eine noch vorhandene Baunaht am Dach zeigt. Der Westgiebel ist mit neun spitzbogenförmigen Blenden versehen. Seitlich sind zwei Fialen mit einem eingearbeiteten Kreuz. Zwei weitere Kreuze finden sich oberhalb des Blendgiebels. Dort sitzt eine hölzerne Turmhaube, die mit einem geknickten Pyramidendach, Turmkugel und Kreuz abschließt.

## Ausstattung
Die Kirchenausstattung ist schlicht und stammt aus der Bauzeit der Kirche. 1897 erhielt die Kirchengemeinde eine Altar- und Kanzelverkleidung aus einem grünen Tuch. Seit 1883 existiert ein Harmonium.
Nordöstlich des Bauwerks erinnert ein Findling mit einer Gedenkplatte an die Gefallenen aus dem Ersten Weltkrieg.